# Граф Албемарл
Граф Албемарл (англ. Earl of Albemarle) — старинный графский титул в системе дворянских титулов Англии, существующий до настоящего времени. Слово Албемарл представляет собой искажённый ещё на ранних стадиях развития английского языка вариант названия нормандского города Омаль (фр. Aumale), означающего «белые мергели» (особенный тип почв), что в переводе на латынь звучало как Альба Марла (лат. Alba Marla). Другие варианты наименования титула — Обемарл(ь) (англ. Aubemarle) или Омерль (англ. Aumerle). Графы Омальские из дома де Блуа активно участвовали в нормандском завоевании Англии в 1066 году, приобрели обширные владения в Йоркшире и Линкольншире и играли важную роль в политической жизни страны в XII веке. Когда в 1194 году Омаль был аннексирован королём Франции, графы Омальские остались на службе у английского короля, сохранив графский титул (в форме Албемарл), который таким образом вошёл в систему пэрства Англии, уже не будучи связанным с владением Омалем. С 1697 года по настоящее время титул графа Албемарля принадлежит дворянской семье Кеппель, потомкам Арнольда ван Кеппеля, фаворита короля Вильгельма III Оранского. Действующий носитель титула — Руфус Арнольд Алексис Кеппель (родился в 1965), 10-й граф Албемарл, виконт Бери и барон Ашфорд.
В конце XIV века, а также во второй половине XVII века в Англии существовал также титул герцога Албемарл, наиболее известным носителем которого был генерал Джордж Монк, организатор Реставрации Стюартов в 1660 году.

## История титула

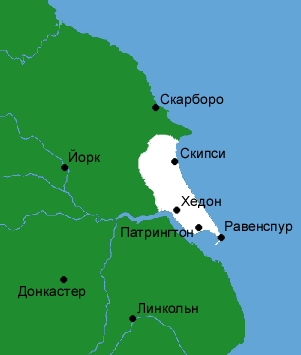
Сеньория Албемарл (Холдернесс)

Графство Омаль в составе Нормандского герцогства существовало с X века. С 1069 года в графстве установилось правление младшей линии дома де Блуа-Шампань. Эд III де Блуа (умер в 1115) принял участие в нормандском завоевании Англии и получил от короля Вильгельма Завоевателя обширные владения в северо-восточной части страны, в частности весь Холдернесс и значительную часть северного Линкольншира. Впоследствии эти земли составили наследственное владение Албемарл, передаваемое вместе с графским титулом. Потомки Эда III де Блуа — графы Омальские и сеньоры Холдернесса — являлись одними из крупнейших баронов и активными участниками политической борьбы в Англии первой половины XII века.
Традиционно первым графом Албемарлем считается Вильгельм Омальский (умер в 1174), близкий соратник короля Стефана, которому в 1138 году был пожалован титул графа Йорка. Хотя после вступления на престол Генриха II Плантагенета в 1154 году этот титул не был подтверждён и прекратил существование, Вильгельм оставался графом Омальским, или, как произносили в Англии, графом Албемарлем. В 1194 году Омаль был захвачен французским королём Филиппом II Августом, который в течение последующего десятилетия подчинил всю Нормандию. Графство вошло в состав домена короля Франции, а в 1224 году было передано Рено де Даммартену, сподвижнику Филиппа II. В дальнейшем графы и герцоги Омальские оставались вассалам французского монарха и являлись пэрами Франции. В то же время английские короли не признавали прав Франции на Нормандию и продолжали считать графами Омаля (графами Албемарл) потомков Вильгельма Омальского. От второго брака дочери последнего с небогатым пуатевинским рыцарем Гильомом де Фором ведут своё происхождение собственно английские графы Албемарл первой креации, чей титул уже был связан не с нормандским графством, а с владением Албемарл в Йоркшире и Линкольншире.
Уильям де Форс, 3-й граф Омаль или Албемарл (умер в 1242), контролировавший большую часть Йоркшира, был одним из крупнейших английских баронов начала XIII века и активным участником баронских движений этого периода. Если при Иоанне Безземельном он в целом сохранял лояльность королю, то в период несовершеннолетия Генриха III граф Албемарл неоднократно поднимал восстания, сопротивляясь попыткам ограничения могущества крупной аристократии, и был отлучён от церкви. Его сын Уильям де Форс, 4-й граф Омаль или Албемарл (умер в 1260) участвовал в движении Симона де Монфора. Титул графа Албемарл прекратил существование со смертью Авелины, дочери 4-го графа, в 1274 году. Владения дома де Фор были разделены между несколькими наследниками, а большая часть сеньории Албемарл (Холдернесс) вошла в состав королевского домена.
Титул графа Албемарл был восстановлен в 1412 году для Томаса Ланкастера, второго сына английского короля Генриха IV, крупного военачальника, который погиб в 1421 году в сражении при Боже. С его смертью титул вновь прекратил существование. В 1660 году был учреждён титул герцога Албемарля, который был присвоен генералу Джорджу Монку, главному архитектору реставрации Стюартов после завершения Английской революции XVII века.

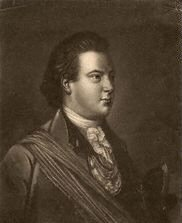
Джордж Кеппель,
3-й граф Албемарл

Современные графы Албемарл обладают титулом креации 1697 года. В этом году король Вильгельм III Оранский возвёл в графское достоинство своего соратника и фаворита Арнольда ван Кеппеля (умер в 1718), выходца из старинной, но небогатой нидерландской семьи, который активно участвовал в Славной революции 1688 года. Выбор королём титула графа Албемарл для своего фаворита, вероятно, объясняется тем фактом, что Арнольд ещё не имел земельных владений в Англии. Помимо титула графа он получил также титулы барона Ашфорда (Кент) и виконта Бери (Ланкашир). Позднее Арнольду ван Кеппелю были пожалованы обширные владения в Ирландии и орден Подвязки. После смерти Вильгельма III граф Албемарл вернулся в Нидерланды, где стал генералом голландской кавалерии и отличился в нескольких сражениях Войны за испанское наследство. Сын Арнольда, Виллем ван Кеппель, 2-й граф Албемарл (умер в 1754), женился на внучке английского короля Карла II, участвовал в Войне за австрийское наследство, был членом Тайного совета короля Георга II, а с 1737 года являлся губернатором Виргинии, английской колонии в Северной Америке. Его сын Джордж Кеппель, 3-й граф Албемарл (умер в 1772), руководил британским вторжением на Кубу в 1762 году. Его потомки из дома Кеппель продолжают носить титул графа Албемарля до настоящего времени.
Действующим графом Албемарл с 1979 года является Руфус Арнольд Алексис Кеппель (р. 1965), 10-й граф Албемарл, 10-й виконт Бери и 10-й барон Ашфорд. Он живёт в Нью-Йорке и занимается разработкой дизайнов одежды. Его сын и наследник титулов — Огастес Сергей Дариус Кеппель, виконт Бери (родился в 2003).

## Список графов Омаля и Албемарла

Герб рода де Фор

Герб Томаса Ланкастера

Герб дома Кеппель

### Графы Омаля, первая креация (1138)
- Вильгельм Толстый (около 1115 – 1179), граф Омальский и сеньор Холдернесс (с 1127), граф Йорк (1138—1154);
- Хависа Омальская (умерла в 1214), графиня Омальская (с 1179), дочь предыдущего;
- Уильям де Форс, 3-й граф Омаль (умер в 1242), сеньор Холдернесс и Крейвен, сын предыдущей и Гильома де Фора (ум. 1195);
- Уильям де Форс, 4-й граф Омаль(умер в 1260), сеньор Холдернесс и Крейвен, сын предыдущего;
- Томас де Форс, 5-й граф Омаль (умер в 1269), сеньор Холдернесс и Крейвен, сын предыдущего;
- Авелина де Форс, 6-я графиня Омаль (умерла в 1274), сестра предыдущего.

### Графы Омаля, вторая креация (1412)
- Томас Ланкастер (ум. 1421), герцог Кларенс и граф Албемарл (с 1412), второй сын короля Генриха IV.

### Графы Албемарл, первая креация (1697)
- Арнольд ван Кеппель, 1-й граф Албемарл (1670—1718), фаворит короля Вильгельма III Оранского;
- Виллем ван Кеппель, 2-й граф Албемарл (1702—1754), сын предыдущего;
- Джордж Кеппель, 3-й граф Албемарл (1724—1772), сын предыдущего;
- Уильям Кеппель, 4-й граф Албемарл (1772—1849), сын предыдущего;
- Огастес Кеппель, 5-й граф Албемарл (1794—1851), сын предыдущего;
- Джордж Кеппель, 6-й граф Албемарл (1799—1891), брат предыдущего;
- Уильям Кеппель, 7-й граф Албемарл (1832—1894), сын предыдущего;
- Арнольд Кеппель, 8-й граф Албемарл (1858—1942), сын предыдущего;
- Уолтер Кеппель, 9-й граф Албемарл (1882—1979), сын предыдущего;
- Руфус Кеппель, 10-й граф Албемарл (р. 1965), внук предыдущего;
  - Наследник: Огастес Сергей Дариус Кеппель, виконт Бери (р. 2003).